# ふじのはるか
ふじの はるかは、日本の漫画家。東京都在住。既婚。主に4コマ漫画を中心に活動している。父は新潮社の元編集者で作家の藤野邦康。魯迅の小説「藤野先生」のモデルとして知られる藤野厳九郎の末裔。

## 来歴
1998年に『コミックアルファ』（メディアファクトリー）に『派遣社員 松島喜久治』の連載を開始し、漫画家デビュー。
その後『派遣』は『コミックアルファ』の休刊後、芳文社の『まんがタイムオリジナル』に移転、引き続き同作品シリーズを2010年まで連載。
これ以外にも4コマ漫画を描き、趣味のガーデニングにちなんだ作品を手がける。

## 作品
- 丸の内OLこはるちゃん
  - まんがタイム（連載終了）
- 派遣社員 松島喜久治[1]
  - まんがタイムオリジナル（連載終了）、まんがタイム（連載終了）、まんがホーム（連載終了）、コミックアルファ（連載終了）
    - 単行本は第8巻まで刊行
- こんぺいと!
  - まんがタイムファミリー（連載終了）
    - 単行本は2009年3月現在第2巻まで刊行、未収録分はマンガ図書館Zにて第3巻として電子書籍化で公開。
- むきたまごビューティー
  - まんがタイム（連載終了）
    - 単行本は第1巻刊行
- りんごの木の下っこで〜初恋〜[2]
  - まんがタイムファミリー（連載終了）
    - 単行本は全1巻刊行、未収録分はマンガ図書館Zにて公開。
- オレをもりたてろ
  - まんがくらぶオリジナル（竹書房、2007年8月号をもって長期休載中）
    - 単行本は第1巻刊行
- 今日もベランダで[3]
  - 本当にあった笑える話（ぶんか社、連載中）
    - 単行本はエッセイを追加して全1巻刊行
- はちみつカフェ
  - まんがタイムファミリー（連載終了）
    - 単行本は2010年9月現在第1巻まで刊行
- 僕は泣く。
  - まんがタイムラブリー（短期集中連載）
- おやすみ魔法使い〜POWDER〜
  - まんがタイムオリジナル（連載終了）
- うちの老猫の言うことにゃ
  - 単行本は全1巻刊行
- にゃんだふるライフ
  - ComicWalker（連載終了）
    - 単行本は全1巻刊行
- 飼い猫がなつきません
  - ComicWalker（「COMIC BRIDGE」レーベル）（連載終了）
    - 単行本は全3巻刊行（3巻は電子書籍のみ）